# الخارت (کانزاس)
الخارت (به انگلیسی: Elkhart) شهری در ایالت کانزاس کشور ایالات متحده آمریکا است که جمعیت آن در سرشماری سال ۲۰۱۰ میلادی، ۲٬۲۰۵ نفر بوده‌است.